# Angustifolina
La angustifolina es un alcaloide aislado de leguminosas tales como Lupinus angustifolius, Lupinus polyphyllus, Lupinus albus, Ormosia jamaicensis y Ormosia panamensis. [α]D= -7.5( +5.2) (EtOH). Es activa contra bacterias gram-positiva. En la naturaleza existen los derivados N-formilo y  N-Metoxicarbonilo (aislados de Lupinus polyphyllus); el N-metil derivado (aislado del aceite de Lupinus mutabilis pf = 86 °C). El desoxo derivado fue aislado de  Thermopsis mongolica (Fabaceae). La 8,9 deshidroangustifolina o alcaloide W102 (pf=105 °C) fue aislado de Lupinus albus  y Lupinus angustifolius.